# Didelotia unifoliolata
Didelotia unifoliolata é uma espécie vegetal da família Fabaceae.
Pode ser encontrada nos seguintes países: Camarões, República Democrática do Congo, Gabão, Gana, possibly Costa do Marfim, possibly Libéria e possivelmente em Serra Leoa.
Está ameaçada por perda de habitat.